# Condado de Aiken
El condado de Aiken  (en inglés: Aiken County, South Carolina), fundado en 1871, es uno de los 46 condados del estado estadounidense de Carolina del Sur. En el año 2000 tenía una población de 142 552 habitantes con una densidad poblacional de 51 personas por km². La sede del condado es Aiken.

## Geografía
Según la Oficina del Censo, el condado tiene un área total de 2797 km² (1079,9 mi²), de la cual 2779 km² (1073,0 mi²) es tierra y 22 km² (8,5 mi²) es agua.

### Condados adyacentes
- Condado de Saluda norte
- Condado de Lexington noreste
- Condado de Orangeburg este
- Condado de Barnwell sur
- Condado de Burke suroeste
- Condado de Edgefieldoeste
- Condado de Richmond oeste

## Demografía
En el 2000 la renta per cápita promedia del condado era de $37 889, y el ingreso promedio para una familia era de $45 769. El ingreso per cápita para el condado era de $18 772. En 2000 los hombres tenían un ingreso per cápita de $36 743 contra $23 810 para las mujeres. Alrededor del 13.80% de la población estaba bajo el umbral de pobreza nacional.

## Lugares

### Ciudades, pueblos y áreas no incorporadas y CDPs
- Aiken
- Bath
- Beech Island
- Belvedere
- Burnettown
- Clearwater
- Gloverville
- Graniteville
- Jackson
- Langley
- Monetta
- New Ellenton
- North Augusta
- Perry
- Salley
- Vaucluse
- Wagener
- Warrenville
- Windsor

### Principales carreteras
| - Interestatal 20 - Interestatal 520 - U.S. 1 - US 25 - US 78 - US 278 |

## Lugares históricos
- Aiken Club de Tenis
- Hamburgo
- Whitehall